# Saint-Ghislain
 (mai 2017).
Si vous disposez d'ouvrages ou d'articles de référence ou si vous connaissez des sites web de qualité traitant du thème abordé ici, merci de compléter l'article en donnant les références utiles à sa vérifiabilité et en les liant à la section « Notes et références ».
Saint-Ghislain ([sɛ̃gilɛ̃]) est une ville francophone de Belgique située en Région wallonne dans la province de Hainaut, au nord de la région du Borinage.
La ville se situe géographiquement à une dizaine de kilomètres à l'ouest du centre de Mons et, approximativement, entre les villes françaises de Maubeuge et Valenciennes, près de Bavay.

## Géographie

### Situation
Ville fortement industrielle, Saint-Ghislain présente une altitude variant de 18 m au sud-est, au niveau de l’A16, jusqu'à 99 m dans la forêt de Stambruges.
Elle est traversée par deux cours d'eau : la Haine au sud et le canal Nimy-Blaton-Péronnes au centre, d’ouest en est.
Saint-Ghislain est également desservie par les autoroutes A7 et A16 au sud, ainsi que par la route nationale N50 et les lignes ferroviaires 78 et 97, grâce à une gare localisée au sud de la ville.

### Sections de commune
| # | Nom            | Superf. (km²). | Habitants (2020). | Habitants par km² | Code INS |
| - | -------------- | -------------- | ----------------- | ----------------- | -------- |
| 1 | Saint-Ghislain | 4,02           | 4.149             | 1.031             | 53070A   |
| 2 | Baudour        | 20,98          | 6.120             | 292               | 53070B   |
| 3 | Tertre         | 8,61           | 4.858             | 564               | 53070C   |
| 4 | Villerot       | 2,97           | 746               | 251               | 53070D   |
| 5 | Hautrage       | 12,05          | 3.016             | 250               | 53070E   |
| 6 | Sirault        | 16,77          | 3.788             | 226               | 53070F   |
| 7 | Neufmaison     | 4,99           | 750               | 150               | 53070G   |

## Démographie

### Démographie: Avant la fusion des communes
- Source: DGS recensements population

### Démographie: Commune fusionnée
En tenant compte des anciennes communes entraînées dans la fusion de communes de 1977, on peut dresser l'évolution suivante :
Les chiffres des années 1831 à 1970 tiennent compte des chiffres des anciennes communes fusionnées.
- Source: DGS , de 1831 à 1981=recensements population; à partir de 1990 = nombre d'habitants chaque 1 janvier

## Histoire

### Haut Moyen Âge
L’histoire de Saint-Ghislain commence vers 633, avec le moine Ghislain, au nom d'origine franque qui y fonde un monastère.
En 635, ce moine bâtit une église en l’honneur des saints Pierre et Paul. Il vit bientôt accourir autour de lui nombre de pieux cénobites.
Le 9 octobre 684, Ghislain meurt en son monastère.
Dagobert Ier, roi des Francs, fit des libéralités à la communauté naissante, qui devint une abbaye florissante de l’ordre de Saint-Benoît. Charlemagne, dit-on, à la demande d’Éléphas, son parent, abbé de ce monastère, fit construire une magnifique église que détruisirent les Normands au XIe siècle. Cette localité fut désignée alors sous le nom de Cella, jusqu’à ce que ce nom disparut pour être remplacé par celui de son saint fondateur. L’abbé de Saint-Ghislain était seigneur spirituel et temporel de la ville. Les armes de la cité étaient mi-parties de l’Empire et de France.
Au début du IXe siècle, l'agrandissement du monastère et la consécration d'une église furent les premiers faits marquants qui nous sont rapportés par les abbés soucieux de transmettre le souvenir des événements passés. En 881, l’abbaye subit l'incendie et le pillage des Normands.

### Bas Moyen Âge
Depuis 1286, le marché, établi à l'origine à Hornu est venu s'installer sur la Place de Saint-Ghislain ; on vit l'installation de foires, le commerce du drap et du cuir se développa et des marchands de houille s'y établirent.
Mais sa situation à proximité de la capitale du Hainaut et sa position sur la Haine conférèrent à la ville une importance stratégique qui lui valut la construction de fortifications en 1366 par Albert de Bavière. Saint-Ghislain devint ainsi une place forte importante qui eut toujours une garnison considérable.
En janvier 1410, la charte-loi de Saint-Ghislain et d’Hornu est renouvelée.
1420 : naissance du musicien Jean Ockeghem (ca 1420–1497) Le nom de Jean Ockeghem se lit dans pratiquement tous les dictionnaires et encyclopédies générales et occupe une large place dans tous les ouvrages consacrés à l'histoire de la musique. Jean Ockeghem fut l'un des compositeurs les plus brillants du XVe siècle. Il fut premier chapelain du roi de France, Charles VII, et, grâce à la générosité du souverain, trésorier de l'abbaye de Saint-Martin de Tours dès 1459. Il resta au service des successeurs de Charles VII : Louis XI (1461-1483) et Charles VIII (1483-1498). Jusqu'ici, on en était réduit à des hypothèses à propos de son lieu de naissance. On a longtemps cru qu'il était originaire de Termonde voire de Bavay. Une récente découverte de Monsieur Daniel Van Overstraeten démontre sans contestation possible que Jean Ockeghem est né à Saint-Ghislain.
Heureusement, à Saint-Ghislain même, qui eut pourtant beaucoup à souffrir des guerres, et ce jusqu'en plein XXe siècle, des documents remontant à l'ancien régime ont survécu et, parmi eux, une série de comptes de l'église paroissiale du lieu. Le dépouillement de ces derniers a conduit à une surprise de taille. Parmi les dépenses enregistrées en 1607-1608 par Noël Haneuze, receveur de l'église Saint-Martin de Saint-Ghislain, on relève en effet le paiement suivant :
« Aud[ict] curet seul pour son sallaire du memento fondé par ma[ist]re Jan Hocquegam, en son temps tresorier de l'église Saint Martin de Thour et natif de S[ainc]t Ghislain, lui at esté payet pour l'année de ce compte: VIII lb. »
Cette dépense se retrouve, dans des termes pratiquement identiques, dans tous les comptes postérieurs conservés. Elle figure également dans les comptes antérieurs (au nombre de quatre, étalés de 1549–1550 à 1579–1580) parvenus jusqu'à nous, mais sous une forme plus laconique ; il y est en effet simplement question du :
« ... memento dud. (ailleurs : fondet par) feu mons[ei gneu]r le tresorier de Thours". »
Le doute n'est pas possible: les nom et prénom du personnage, sa titulature exacte, tout indique qu'il s'agit bien de notre musicien, qui apparaît donc dans une série de comptes saint–ghislainois, dont le plus ancien qui soit conservé est postérieur d'un demi-siècle à sa mort.
Ainsi, Jean Ockeghem a vu le jour à Saint-Ghislain, au cœur du Hainaut. Il est donc bien « de (la) mesme nation » que Jean Lemaire de Belges: les indications découvertes dans la comptabilité saint–ghislainoise confirment le témoignage de ce poète et, qui mieux est, l'expliquent beaucoup plus naturellement que ne le font certains défenseurs des origines flamandes d'Ockeghem.
Natif de Saint-Ghislain, ce dernier n'oublia pas la petite localité hainuyère, et ce malgré un demi-siècle au moins passé en France. Vraisemblablement dans les dernières années de sa vie, il décida d'y fonder une messe anniversaire, à célébrer à sa mémoire dans l'église paroissiale par les soins du curé du lieu, assisté de deux autres prêtres et de cinq acolytes. La fondation prévoyait également l'achat de cire, la distribution de pains blancs aux pauvres et aux enfants de l'école, ainsi qu'une rétribution au profit du sacristain. Le tout était alimenté par les revenus de quelques biens localisés à Baudour.

### Époque moderne

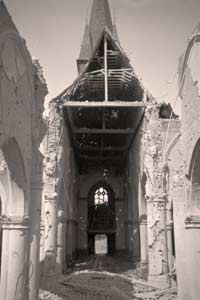
L'église de Saint-Ghislain après le bombardement de 1944.

Saint-Ghislain eut à subir plusieurs sièges.
En 1581, c'est le siège des Huguenots qui se livrèrent au pillage.
En 1589, Saint-Ghislain qui était un secours de la paroisse d’Hornu devint alors une paroisse distincte et acquit son indépendance et accéda au rang de ville.
En 1655 ce fut le siège de Turenne et La Ferté (Vauban y participe sans commander). Les opérations de siège sont dirigées par le chevalier de Clerville : elles commencent le 22 août et la ville tombe le 25. La prise de la ville est suivie de l'entrée de Louis XIV, alors âgé de dix-sept ans. L’année suivante, la ville est assiégée sans succès par les Espagnols, qui réussissent en 1657, sous la conduite de Don Juan d'Autriche, à la reprendre.
En 1677, le retour des Français avec le maréchal d'Humières qui s’en rendit maître (le siège est conduit par Vauban).
En 1709, à la suite de la bataille de Malplaquet, le traité de Nimègue ayant rendu Saint-Ghislain à l'Espagne, le Hainaut tout entier retourna aux coalisés commandés par le duc de Marlborough. Chaque fois, l'abbaye subit pillage, dévastation, incendie et, chaque fois, elle puise dans ses ressources afin de reconstruire ou restaurer les bâtiments.
Les 1er et 2 mai 1944, la ville fut aux deux tiers détruite par des bombardements aériens des alliés.
Le tracé de la ville fut ensuite modifié, la Haine fut déviée et ne traverse plus le centre de la ville.

## Armoiries
|  | Le blason de Saint-Ghislain a été accordé par l'arrêté royal du 28 août 1840 et confirmé après la fusion des communes. Blasonnement : Parti, à dextre d’or à une demi aigle éployée de sable, à senestre d’azur à trois fleurs de lys d’or, 2 et 1. - Délibération communale : 31 mars 1977 - Arrêté royal : 19 mars 1979 |

## Politique et administration

### Conseil et collège communal 2024-2030
| Collège communal  |                          |    |
| ----------------- | ------------------------ | -- |
| Bourgmestre       | Florence Monier          | PS |
| 1er Échevin       | Luc Dumont               | PS |
| 2e Échevin        | Jérèmy Bricq             | PS |
| 3e Échevin        | Rudy Bureau              | PS |
| 4e Échevine       | Patty Cantigneau         | PS |
| 5e Échevin        | Guillaume Sanna          | PS |
| Président du CPAS | Jean-Christophe Dessilly | PS |

### Jumelages
- Saint-Lô (France) depuis 1961
- Sierakowice (Pologne) depuis 2005
- Aalen (Allemagne) depuis 2024

### Liste des bourgmestres depuis 1830
- Alfred Chevalier, de 1902 à 1912, (Parti Libéral).
- Jean Rolland, de 1952 à 1956, (PSB).
- Robert Leclercq, de 1977 à 1983, (PSB).
- Freddy Deghilage, de 1995 à 2006, (PS).
- Daniel Olivier, de 2006 à 2024, (PS).
- Florence Monier, de 2024 à aujourd'hui, (PS).

## Patrimoine et culture

### Culture

#### Événements

##### L'Ascension
Envol du ballon à gaz à Saint-Ghislain
Chaque année, Saint-Ghislain convie jeunes et moins jeunes aux nombreuses animations organisées à l'occasion de la fête de l'Ascension.
Le jeudi est consacré à la liesse populaire avec un marché artisanal et une foire à la brocante. Sur la Grand-Place de Saint-Ghislain, des artisans venus des quatre coins de Wallonie proposent de nombreux articles : céramique, bijoux, peinture sur soie, produits fermiers, etc. Les brocanteurs, quant à eux, sont installés dans la Grand-rue de Saint-Ghislain.
Le point d'orgue de cet évènement est l'envol de la célèbre montgolfière avec à son bord des représentants de la Ville. Unique en Wallonie, ce ballon gonflé à l'hélium prend son envol à 19 h 30 de la place de la gare de Saint-Ghislain. Le ballon se laisse alors porter par le vent jusqu'au crépuscule. Le ballon ne pourra pas décoller lors de l'édition 2015, à cause d'une déchirure de la toile du ballon lors de son gonflage. Avant de s'être déchiré, le ballon s'est d'abord propulsé vers les barrières de sécurité. Aucun blessé n'est détecté, sauf une dame ayant fait un malaise.
Outre le traditionnel envol du ballon, les festivités de l'Ascension proposent également la présence de plus de 60 loges foraines.

##### Festival mondial de Folklore
Depuis le milieu des années 1980, Saint-Ghislain confirme sa réputation de capitale du folklore international. Son célèbre Festival accueille chaque année des ensembles folkloriques issus de plus de 10 pays. Le public découvre des spectacles d'arts et de traditions populaires peu connus en Belgique.
Le Festival propose une plongée au cœur des traditions ancestrales des peuples du monde. Danseurs, chanteurs et musiciens s'y retrouvent pour faire partager à un très nombreux public, un esprit de convivialité et de fraternité. En résumé, le festival rassemble près de 350 artistes, 20 000 spectateurs, 4 000 enfants.
L'une des principales particularités du Festival de Saint-Ghislain tient de l'étroite symbiose qu'il crée entre la population locale et les groupes invités. En effet, des dizaines de familles accueillent chaque année les artistes chez elles.

##### Parkrock Festival

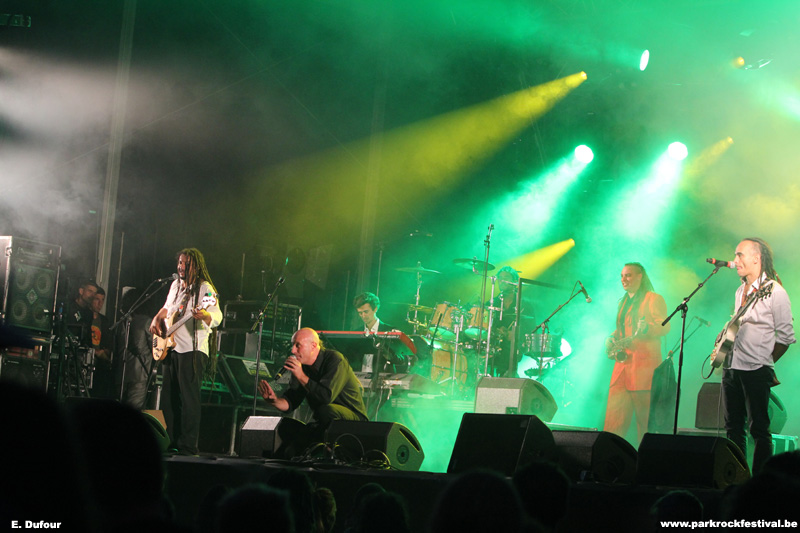
Sinsémilia au Parkrock Festival 2013.

Projet socio-culturel, cet événement musical est né de l’imagination des jeunes de l’Entité de Saint-Ghislain. Ce festival de rock est destiné aux jeunes de la Cité de l’Ourse mais également à ceux de la région.
Chaque année l'évènement rassemble plus de 1 000 festivaliers dans le parc communal de Baudour.

##### Rencontres interceltiques
Les rencontres interceltiques de Saint-Ghislain sont uniques dans la région hennuyère. Cet évènement met à l'honneur les musiques et danses traditionnelles celtes. Pour les visiteurs, c'est l'occasion de venir vibrer au son des cornemuses le temps d'un week-end.
En dehors des représentations musicales, un marché est mis à disposition afin de découvrir différentes spécialités celtes.

##### Festival ECHO

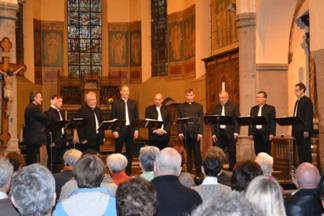
L'ensemble de polyphonies basques OTXOTE LURRA au Festival ECHO 2013.

En 1997, la Ville de Saint-Ghislain célébrait le 500e anniversaire de la mort de Jean Ockeghem. Auteur de plusieurs dizaines d'œuvres religieuses et profanes, il donna ses lettres de noblesse à la polyphonie. Depuis 2002, la Ville de Saint-Ghislain a souhaité lui rendre hommage en organisant chaque année un événement musical centré sur les multiples facettes de la voix humaine : le Festival ECHO.
Pendant 3 jours, Saint-Ghislain est au rythme de la musique classique. En outre, les concerts sont d'une très grande variété et s'adressent à tous : aux jeunes et aux moins jeunes, aux dilettantes et aux mélomanes avertis.
La 18éme édition sera la dernière édition de ce festival, elle a lieu en fin d'année 2019 à l’église Saint-Martin de Saint-Ghislain et l’église Saint-Géry de Baudour. Une quarantaine d'artistes ont repris des grands classiques du gospel américain et africain, en passant par du jazz, du funk ou encore des rythmes d'influences afro-caribéennes.

## Économie

### Le canal Mons-Condé
Le canal Mons-Condé a été construit à partir de 1807 par l'ingénieur Augustin Honnorez et mis en fonction en 1818.
Long de 25 km et large de 18 m.

#### Motif de la construction
Le canal Mons-Condé a été construit notamment pour faciliter le transport du charbon de terre, des mines du Borinage vers L'Escaut et vers la France.

#### Histoire
Mons Condé inauguré à l'époque de l’Empire, cette voie d'eau avait été décrétée, construite et inaugurée par Napoléon.
Les travaux de creusement ont débuté en 1807. En 1814 il ne restait plus qu'à construire des ponts et des terrasses. Il est ouvert à la navigation jusqu'à la frontière française en 1814, il traversait Saint-Ghislain d'est en ouest sur environ 1 800 mètres. Dix ans après le début du chantier, c'est-à-dire début 1817, la première écluse et d'autres ouvrages accessoires sont presque terminés. Il n'y eut pas d'ouvrage d'art particulier tels qu'ascenseurs ou tunnels sur cette voie d'eau.
Bien évidemment Saint-Ghislain était devenu un centre marinier. À certains endroits de chaque côté des deux rives, ce n'était que des rivages de charbon amenés par des wagons de chemin de fer des charbonnages borains. Chaque jour les ouvriers transportaient le charbon dans les péniches au moyen de brouettes. Les usines de produits réfractaires et de céramiques recevaient donc par bateau leurs matières premières. Beaucoup de ceux-ci étaient stationnés le long des quais du canal et chaque jour le laitier, le boulanger et le maraîcher venaient offrir leurs marchandises. Au fur et à mesure des cafés, des épiceries et des magasins sont venus s'installer sur les quais.
Plus tard le canal Mons-Condé avait mis en place un projet, la création des camps de Boulogne, de Dunkerque, et d'Ostende qui augmenta la consommation de charbon. Ce projet consistait à rapprocher le canal le plus possible des houillères.
Hormis son utilité économique on prenait plaisir à circuler le long des berges, des guinguettes s'y installèrent.
En 1959 une étude pour une nouvelle route dédoublant celle qui va de Mons à Valenciennes est établie. Elle consistait à abaisser des plans d'eau du canal en aval de Saint-Ghislain par la suppression des écluses des Herbières à Tertre, d'un chenal entre palplanches métalliques espacée de huit mètres, pour acheminer les eaux de la Haine et moderniser la branche du canal Pommeroeul-Antoing.
En janvier 1964 la suppression du canal est définitive principalement pour des raisons économiques ainsi que pour cause de comblement par des vases polluées, le canal reliant Pommerœul à Saint-Ghislain serait maintenu et le reste serait balayé. Le trafic des bateaux fut fermé le 13 janvier 1964.

##### Aujourd'hui
À ce jour, il existe encore une bifurcation sur le canal Nimy-Blaton-Péronnes au niveau de Pommerœul en direction de Condé-sur-l'Escaut mais le canal a disparu en grande partie pour faire place à une autoroute.
Google a installé un centre de données à Saint-Ghislain, opérationnel depuis 2010.

#### Le home Désiré De Meyer
Le home désiré De Meyer a été un home pour les enfants de mariniers ou de forains. Celui-ci s’est ouvert à Saint-Ghislain dès 1927 dans un bâtiment communal.

##### Histoire
Sous le régime napoléonien, le creusement du canal de Mons à Condé a permis l’exportation vers l’étranger du charbon par bateau, via l’Escaut. Par la suite, tout au long des xixe et xxe siècles, le développement industriel le long des fleuves et canaux a contribué à faire vivre de nombreux bateliers. C’est pour assurer l’éducation de leurs enfants qu’un home pour enfants de bateliers s’est ouvert à Saint-Ghislain dès 1927. Réservé au départ à la gent masculine, il accueille dès 1929 les premières élèves de sexe féminin.
Les enfants des mariniers n'allaient pas à l'école sauf irrégulièrement. Ce sont principalement les bateliers les plus riches qui mettaient leurs enfants au pensionnat. Le home avait une capacité d’accueil de maximum 220 enfants. En 1971, lorsqu’il est transformé en internat, il en accueille quelque 170. La vie du home est aussi agrémentée par des activités culturelles. Les enfants recevaient des instructions. Il y avait une section francophone et une autre néerlandophone. On y avait même formé un orchestre de mandolinistes. Tous les enfants faisaient en groupe leur communion solennelle, et un dimanche leur était réservé à l’église.
Après la fermeture du canal de Mons à Condé en 1964 et sa reconversion en voie autoroutière, le home ferme définitivement ses portes le 1er septembre 1977. Il est alors reconverti en internat pour l’Athénée Royal de Saint-Ghislain.

##### En ce jour
Aujourd’hui en voie de délabrement, le bâtiment, malgré une occupation partielle des locaux, subit une lente dégradation : l’ancienne salle de gymnastique particulièrement souffre de cette situation ; elle ne sert plus que comme pièce de stockage, et des actes de vandalisme se poursuivent. Le parc, en état de friche, est laissé à l’abandon. L’internat parvient à maintenir sa présence mais jusque quand ? Il serait temps dès maintenant de s’interroger sur l’avenir du bâtiment avant de le voir réduit à l’état de ruine.

## Galerie

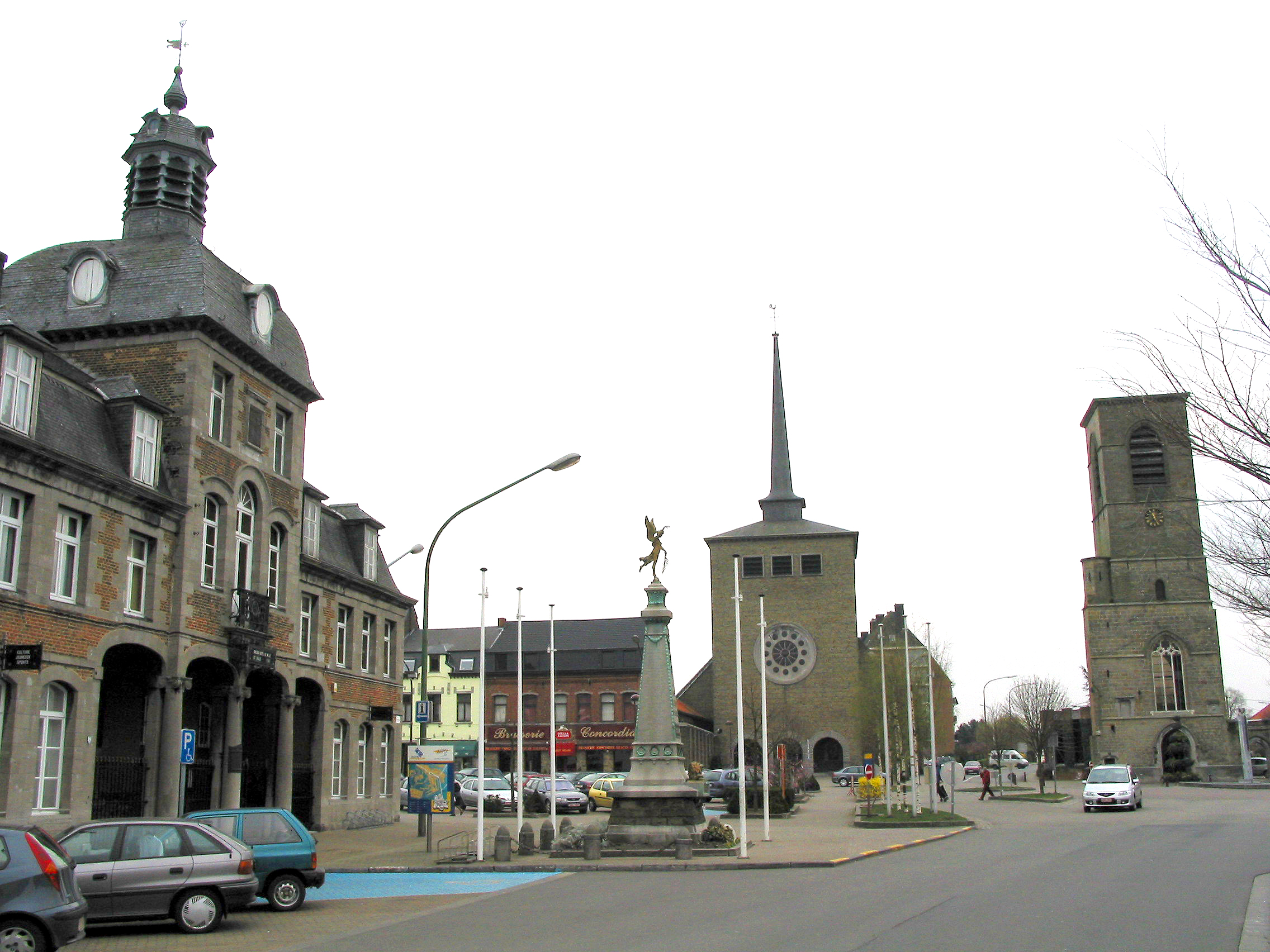
L'ancien hôtel de ville, la nouvelle église et la tour de l'ancienne église (XVIe siècle).
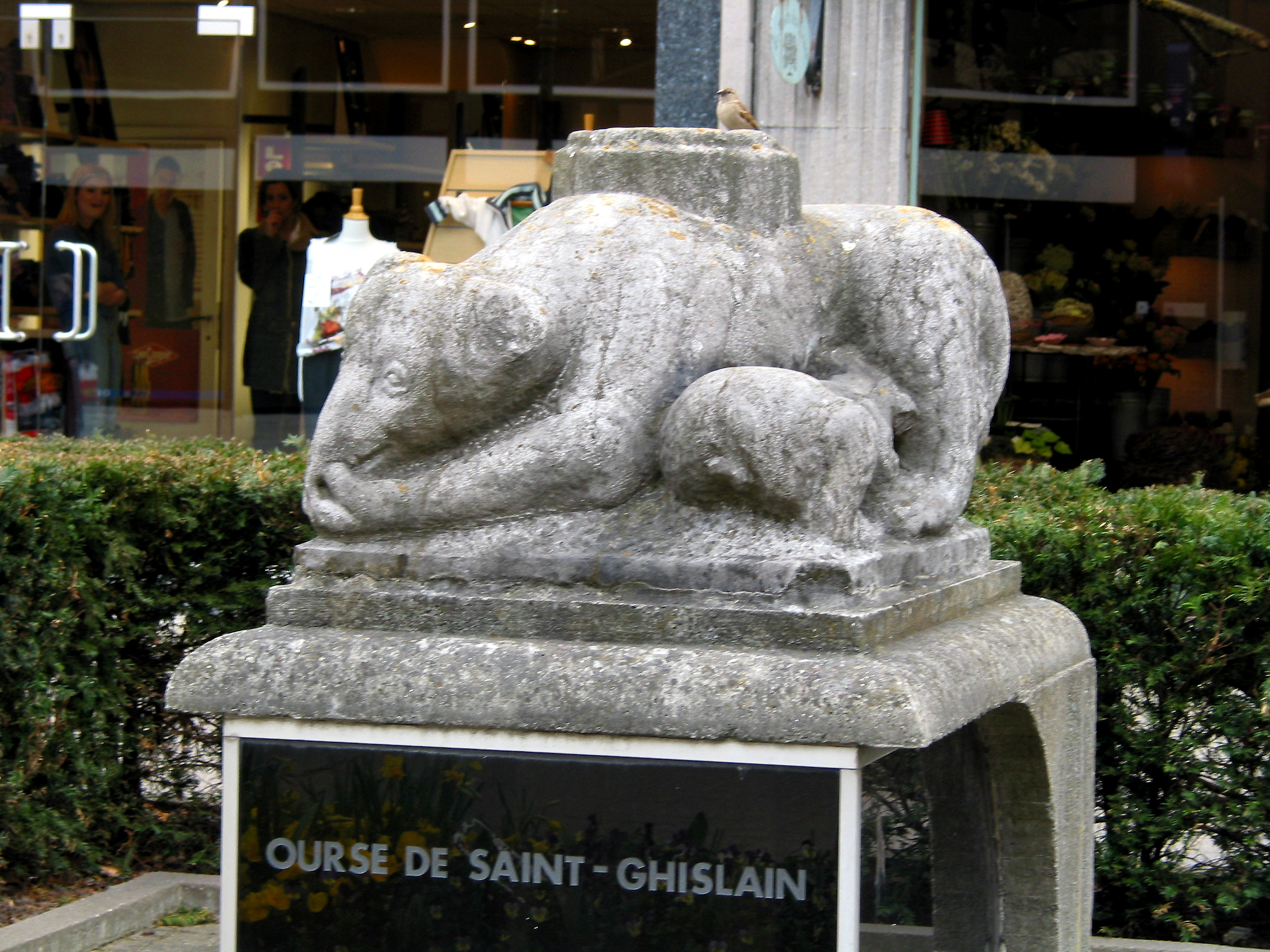
L'Ourse de Saint-Ghislain.
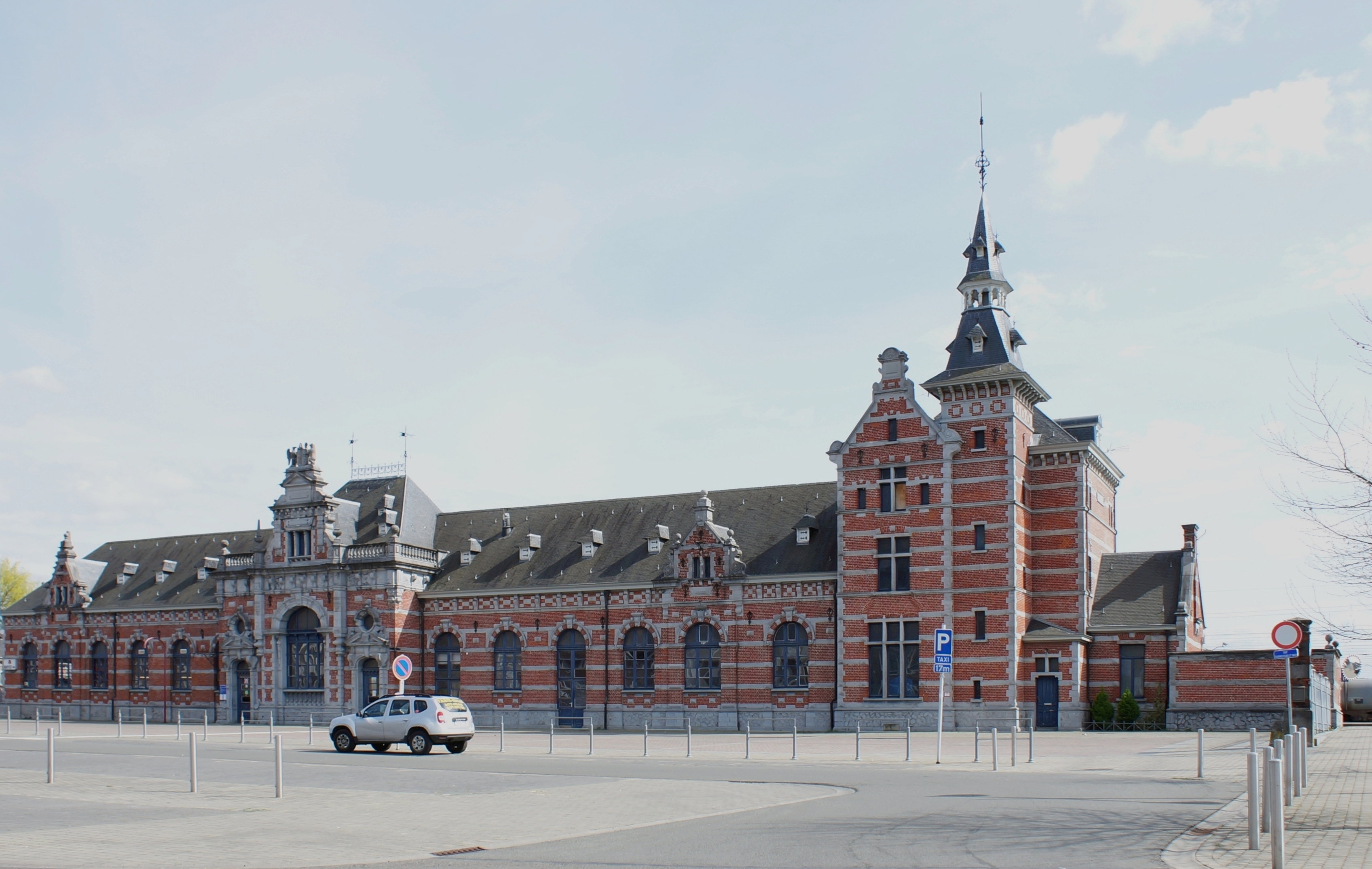
La Gare ferroviaire.

## Personnages célèbres
- Jean Ockeghem (1420-1495), compositeur ;
- Hector Louis Goffint (1877-1953), artiste peintre, graveur et pastelliste ;
- Jean Rolland, (1909-1956), homme politique et Bourgmestre de Saint-Ghislain ;
- Robert Vanthournout (1931-2008), coureur cycliste né à Saint-Ghislain.
- Patric Jean (1968- ), cinéaste et producteur ;
- Laura Laune (1986- ), humoriste, comédienne, musicienne, danseuse et chanteuse ;